# Gipsbruch Endsee

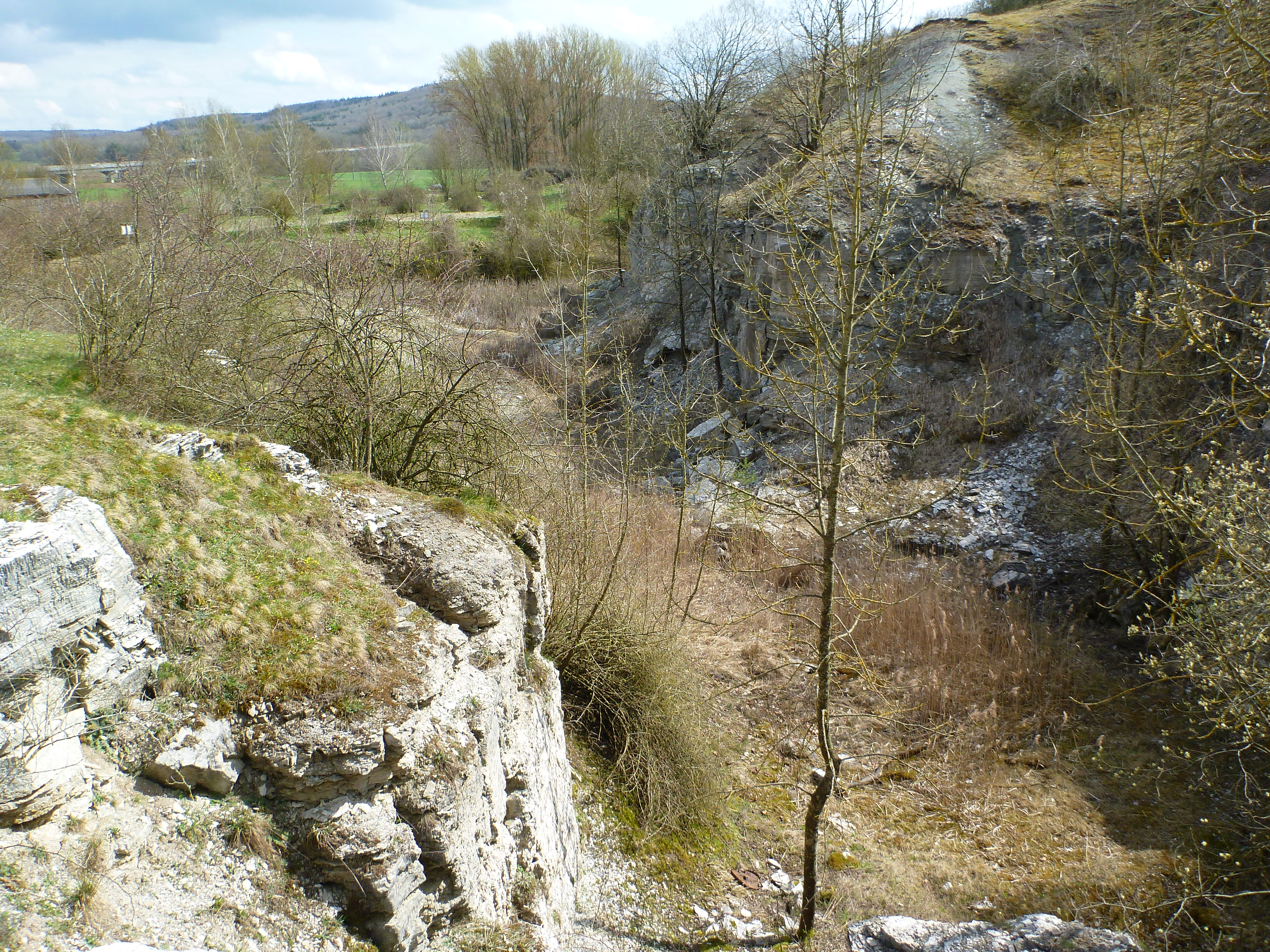
Gipsbruch Endsee

Der Gipsbruch Endsee ist ein ehemaliger Steinbruch bei Endsee, einem Gemeindeteil der Gemeinde Steinsfeld im mittelfränkischen Landkreis Ansbach in Bayern.

## Lage
Der Steinbruch befindet sich etwa 600 Meter südöstlich von Endsee. Er ist Bestandteil des Naturparks Frankenhöhe, des Landschaftsschutzgebietes LSG innerhalb des Naturparks Frankenhöhe (ehemals Schutzzone) und des Fauna-Flora-Habitat-Gebiets Endseer Berg.

## Beschreibung
Der Gipsbruch Endsee ist ein aufgelassener Steinbruch, in dem ein bis zu 7 Meter mächtiges Gips Flöz abgebaut wurde. Es entstand vor etwa 230 Millionen Jahren zur Zeit des Mittleren Keuper durch Eindampfung (Evaporite) in einer vom Meer abgeschnürten Lagune.

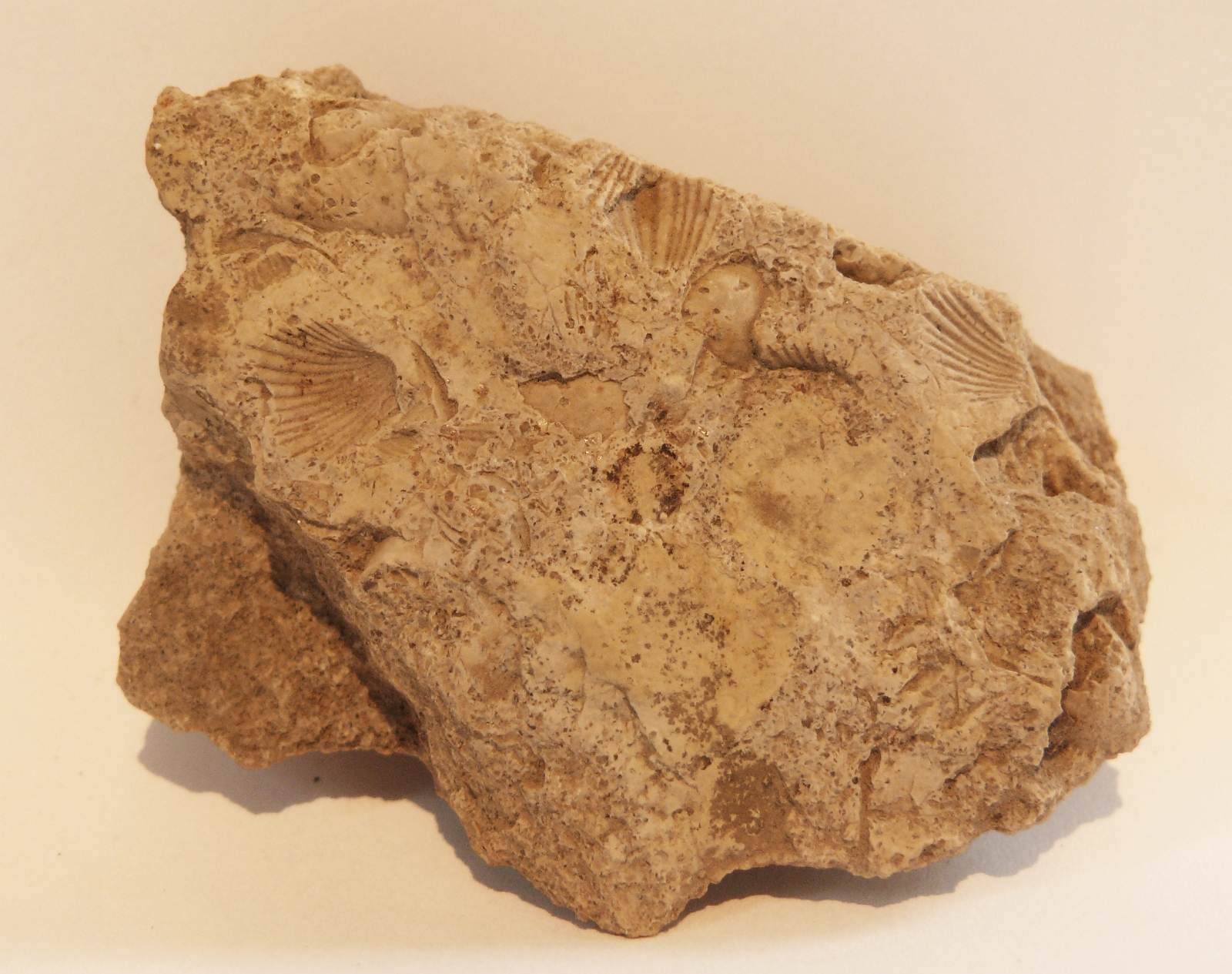
Grenzdolomit mit Myophoria

An der Basis des Profils im Steinbruch ist das Schichtpaket gut aufgeschlossen, der sogenannte Grundgips. Er besteht aus massiven Bänken von grauem und weißem Gips. Es ist ein sehr weiches und wasserlösliches Gestein, das man leicht einritzen kann. Durch Niederschlag und fließendes Wasser entstehen dabei Rillen von unterschiedlicher Größe (mm bis mehrere dm) auf der Gesteinsoberfläche, die teilweise durch sehr scharfkantige Rippen voneinander getrennt sind. Diese als Karren bezeichnete Erosionsform ist auch hier zu sehen. Über dem Grundgips liegen plattige Schichten, in denen dünne Bänke von Gips mit bunten Mergellagen oder grauen und roten Ton- und Schluffgesteinen wechseln. Hier kann eine leichte Fältelung betrachtet werden. In der untersten Mergellage kommen Abdrücke der Muschel Myophoria vor, die dem gesamten darüberliegenden Schichtpaket den Namen Myophorienschichten gab. Auch die grauen Ton- und Mergelsteine im obersten Teil des Profils zählen dazu.
Das Muschelkalkmeer zog sich vor etwa 235 Millionen Jahren langsam aus dem mittelfränkischen Raum zurück. Dabei entstand die flache, küstennahe Landschaft der Keuperzeit. Die Einflüsse von Meer und Land wechselten dabei häufig. Lagunen, Seen, Sümpfe und weite Flussebenen prägten die Landschaft. Anfangs kam es noch zu einzelnen kurzen Meeres-Überflutungen und erst im Verlauf des Mittleren Keuper zog sich das Meer weitgehend zurück. Das Klima war damals wechselhaft, jedoch überwiegend trocken. In den weitgehend vom Meer abgeschnürten Lagunen bildete sich durch Verdunstungen dann Gips. Deshalb bezeichnet man diese Zeit und ihre Ablagerungen auch als Gipskeuper.

## Verwendung
Gips ist heute ein wichtiger Rohstoff der Bauindustrie. Der Grundgips des Mittleren Keuper ist das wirtschaftlich bedeutendste Gipsflöz in Bayern und wird an verschiedenen Stellen abgebaut. Im Südteil des Endseer Berges wird heute noch Gips gewonnen. Um die Grenze zum "tauben" Anhydrit rechtzeitig einplanen zu können, wurden Untersuchungsstollen in den Berg getrieben. Das Mundloch eines Stollens sieht man im Steinbruch.

## Geotop
Der Steinbruch ist vom Bayerischen Landesamt für Umwelt (LfU) als geowissenschaftlich bedeutendes Geotop (Geotop-Nummer: 571A007) ausgewiesen. Er wurde auch vom LfU mit dem offiziellen Gütesiegel Bayerns schönste Geotope ausgezeichnet.